# Río Pangal
Río Pangal är ett vattendrag i Chile.   Det ligger i regionen Región de O'Higgins, i den södra delen av landet, 90 km söder om huvudstaden Santiago de Chile.
I omgivningen kring Río Pangal växer huvudsakligen savannskog. Området är glesbefolkat, med 11 invånare per kvadratkilometer.